# 南京高新技术产业开发区
南京高新技术产业开发区，简称南京高新区，是位于中国江苏省南京市浦口区的一个国家级高新技术产业开发区，同时也是浦口区下辖的一个类似乡级单位。南京高新区于1988年4月成立，1991年3月，由中国国务院批准为国家级高新技术产业开发区。南京高新区建成面积为19.2平方公里，区内有名爵汽车、中车浦镇、国电南瑞、国电南自、焦点科技、爱信诺、微软、萨蒂扬、中华网、台塑网、百敖、盛大网络、鸿鹰动漫、鸿宝影视、药石科技、同仁堂、药明康德、欧加农制药、康海药业、微创科技、苏美达、瑞尔药业和川博生物等企业投资设立的厂区。

## 行政区划
南京高新技术产业开发区下辖以下地区：
高新花苑社区。